# Oleiros (Portugal)
Oleiros (IPA: [oˈlɐjɾuʃ]) is een plaats en gemeente in het Portugese district Castelo Branco.
De gemeente heeft een totale oppervlakte van 470 km² en telde 6677 inwoners in 2001.

## Plaatsen in de gemeente
- Álvaro
- Amieira
- Cambas
- Estreito
- Isna
- Madeirã
- Mosteiro
- Oleiros
- Orvalho
- Sarnadas de São Simão
- Sobral
- Vilar Barroco

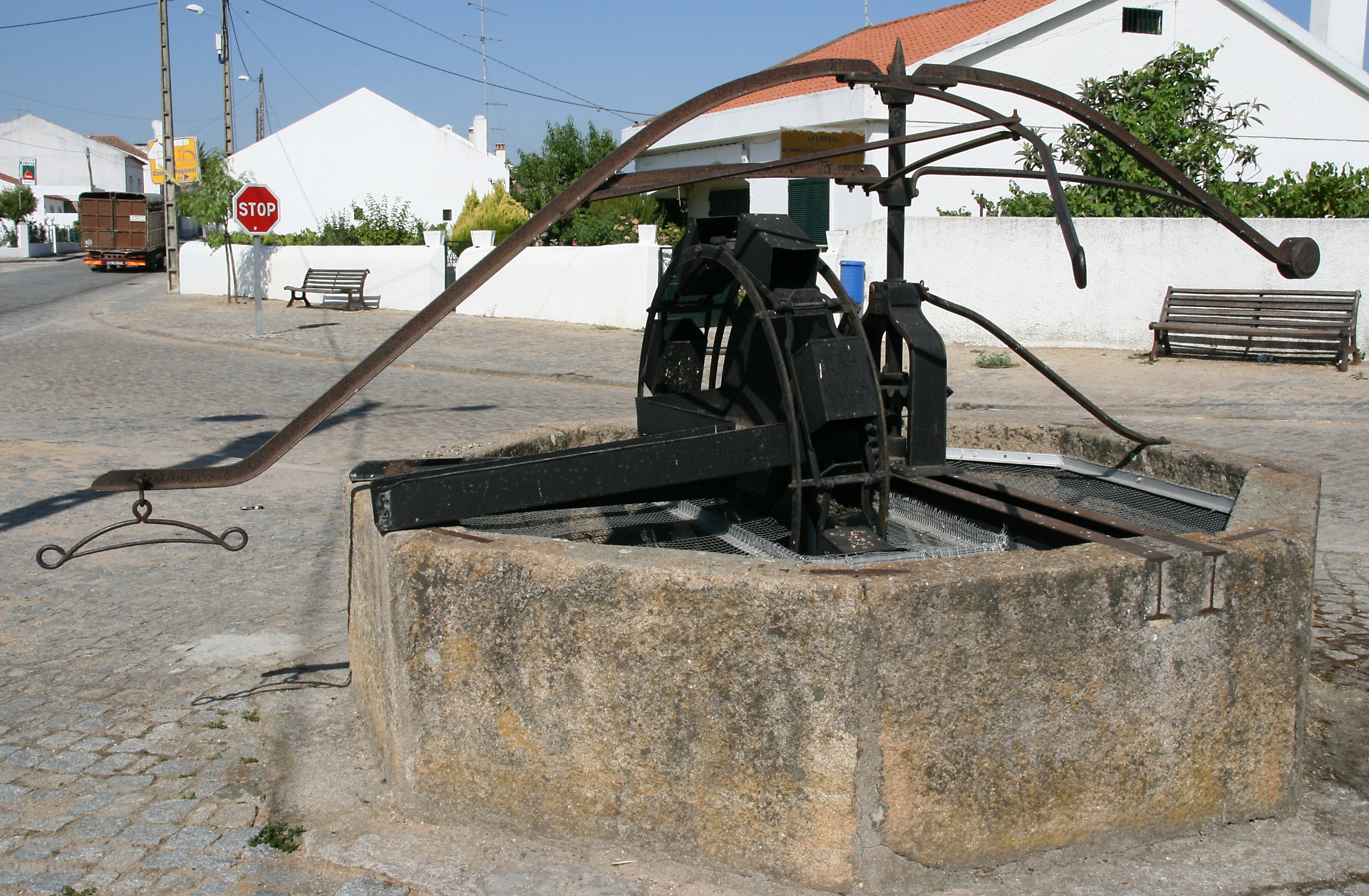
Ezelmolen, voorheen voor irrigatie